# Earn
Earn (škotski gaelski Uisge Èireann) je rijeka u sredini Škotske, pritoka rijeke Tay duga 51 km.

## Geografske karakteristike
Rijeka izvire iz jezera Loch Earn kod sela St Fillans. Od tamo teče prema istoku kroz vlastitu kotlinu zvanu Strathearn do ušća u rijeku Tay nedaleko od zaljeva Firth of Tay.
Na svom toku prolazi kroz gradove Comrie i Crieff.

## Vanjske poveznice
- Earn, River na portalu Gazetteer for Scotland